# Félix Ravaisson
Félix Ravaisson-Mollien (23 de octubre de 1813-18 de mayo de 1900) fue un filósofo y arqueólogo francés del siglo XIX, maestro de Henri Bergson. Hay fuentes históricas que indican que él fue expulsado de la Universidad por haber criticado el eclecticismo de su profesor Victor Cousin, y que solamente se encargó de labores administrativas. Trabajó en el mantenimiento de las antigüedades del Museo del Louvre, además, presidente del jurado de Agrégation de Philosophie (Anexo de Filosofía) e inspector general de bibliotecas. Entre sus obras cabe citar Estudio sobre el estoicismo (1851) y Moral y metafísica (1893).

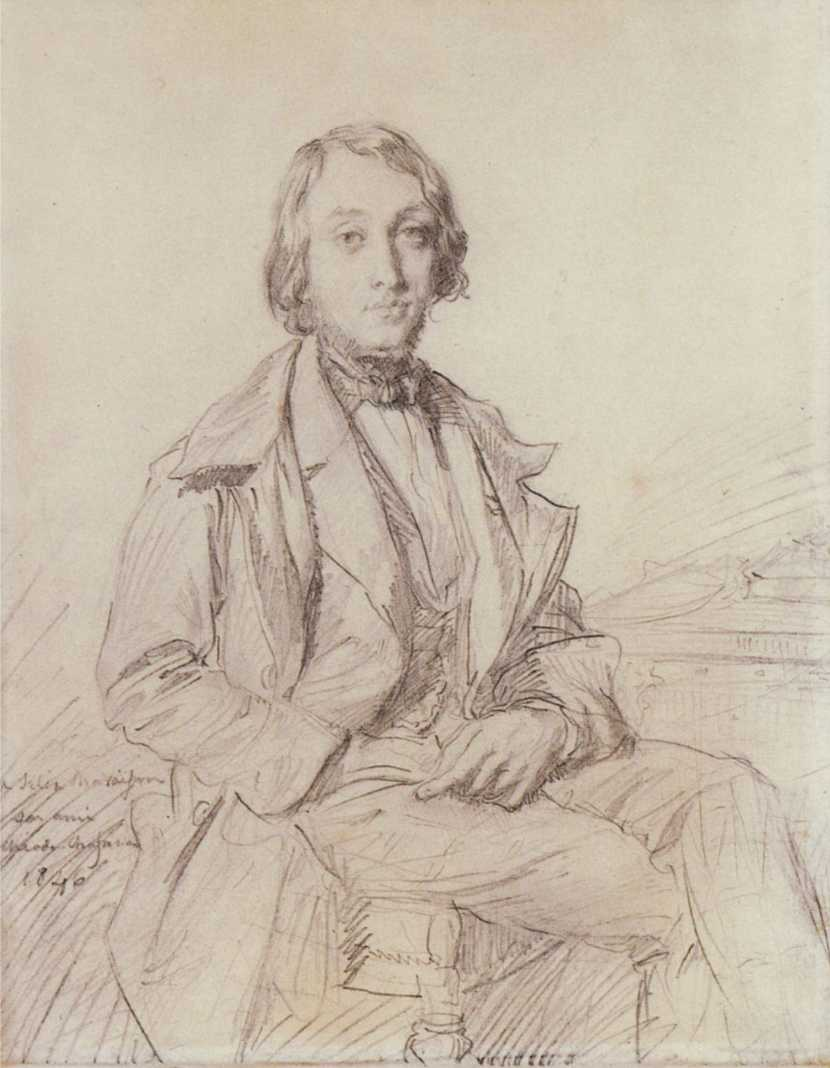
Théodore Chassériau - Portrait of Jean-Gaspard-Félix Larcher Ravaisson-Mollien

## El filósofo
Como filósofo influyó bastante en Paul Ricoeur, cuya primera obra, Filosofía de la Voluntad, le debe muchísimo a Ravaisson; ganándose la admiración del filósofo alemán Martin Heidegger, el cual se fascinó por su Teoría del Hábito (1838). De entre los muchos escritores que se han interesado en Ravaisson están: Jacques Derrida, Dominique Janicaud, François Laruelle, Claude Bruaire, Pierre Montebello, Nicolas Grimaldi.